# 510-es busz
Az 510-es busz a budapesti agglomerációban közlekedő helyközi járat, mely az Örs vezér terét és Gyömrőt köti össze. 2016. október 2-áig 2214-es jelzéssel közlekedett.

## Útvonala
| Gyömrő, Harmónia-Uszoda felé | Budapest, Örs vezér tere felé |
| --- | --- |
| Budapest, Örs vezér tere vá. – Kerepesi út – Keresztúri út – Pesti út – – Maglód, Jászberényi út – Katona József utca – Gyömrő, Dózsa György utca – Táncsics Mihály út – Mendei út – Farkasdi út – Gyömrő, Harmónia-Uszoda vá. | Gyömrő, Harmónia-Uszoda vá. – Farkasdi út – Mendei út – Táncsics Mihály út – Dózsa György utca – Maglód, Katona József utca – Jászberényi út – – Budapest, Pesti út – Jászberényi út – Dreher Antal út – Élessarok – Fehér út – Budapest, Örs vezér tere vá. |

## Megállóhelyei
| 510 (Budapest, Örs vezér tere → Rákoskeresztúr városközpont – Maglód, autóbusz-forduló) | 510 (Budapest, Örs vezér tere → Rákoskeresztúr városközpont – Maglód, autóbusz-forduló) | 510 (Budapest, Örs vezér tere → Rákoskeresztúr városközpont – Maglód, autóbusz-forduló) | 510 (Budapest, Örs vezér tere → Rákoskeresztúr városközpont – Maglód, autóbusz-forduló) | 510 (Budapest, Örs vezér tere → Rákoskeresztúr városközpont – Maglód, autóbusz-forduló) | 510 (Budapest, Örs vezér tere → Rákoskeresztúr városközpont – Maglód, autóbusz-forduló) | 510 (Budapest, Örs vezér tere → Rákoskeresztúr városközpont – Maglód, autóbusz-forduló) | 510 (Budapest, Örs vezér tere → Rákoskeresztúr városközpont – Maglód, autóbusz-forduló) |
| 510 (Budapest, Örs vezér tere – Gyömrő, Harmónia-Uszoda)                                | 510 (Budapest, Örs vezér tere – Gyömrő, Harmónia-Uszoda)                                | 510 (Budapest, Örs vezér tere – Gyömrő, Harmónia-Uszoda)                                | 510 (Budapest, Örs vezér tere – Gyömrő, Harmónia-Uszoda)                                | 510 (Budapest, Örs vezér tere – Gyömrő, Harmónia-Uszoda)                                | 510 (Budapest, Örs vezér tere – Gyömrő, Harmónia-Uszoda) | 510 (Budapest, Örs vezér tere – Gyömrő, Harmónia-Uszoda)                                | 510 (Budapest, Örs vezér tere – Gyömrő, Harmónia-Uszoda)                                |
| Perc (↓)                                                                                | Perc (↓)                                                                                | Megállóhely                                                                             | Perc (↑)                                                                                | Perc (↑)                                                                                | Átszállási kapcsolatok |                                                                                         |                                                                                         |
| --------------------------------------------------------------------------------------- | --------------------------------------------------------------------------------------- | --------------------------------------------------------------------------------------- | --------------------------------------------------------------------------------------- | --------------------------------------------------------------------------------------- | --- | --------------------------------------------------------------------------------------- | --------------------------------------------------------------------------------------- |
| 0                                                                                       | 0                                                                                       | Budapest, Örs vezér tere végállomás                                                     | 43                                                                                      |                                                                                         | 3, 62, 62A 80, 81, 82, 82A 10, 31, 32, 44, 45, 67, 85, 85E, 97E, 131, 144, 161, 161A, 161E, 168E, 169E, 174, 176E, 231, 244, 276E, 277 410, 419, 430, 440, 441, 484, 485, 486, 505, 508, 509 1040, 1049, 1070, 1075, 1077, 1078 |                                                                                         |                                                                                         |
| 20                                                                                      | 20                                                                                      | Budapest, Rákoskeresztúr városközpont vonalközi érkező végállomás                       | 26                                                                                      | 19                                                                                      | 46, 97E, 98, 161, 161A, 161E, 162, 169E, 195, 198, 202E, 262 484, 485, 486, 504, 505, 506, 508, 509 1070, 1075 |                                                                                         |                                                                                         |
| 25                                                                                      | 25                                                                                      | Budapest, Tápióbicske utca                                                              | 21                                                                                      | 14                                                                                      | 97E, 161, 161E, 202E 504, 505, 506, 508, 509 |                                                                                         |                                                                                         |
| 27                                                                                      | 27                                                                                      | Budapest, Kucorgó tér                                                                   | 19                                                                                      | 12                                                                                      | 97E, 161, 161E, 162, 197, 202E, 262 504, 505, 506, 508, 509 |                                                                                         |                                                                                         |
| Budapest–Maglód közigazgatási határa                                                    |                                                                                         |                                                                                         |                                                                                         |                                                                                         | |                                                                                         |                                                                                         |
| 35                                                                                      | 35                                                                                      | Maglód, SPAR                                                                            | 11                                                                                      | 4                                                                                       | 485, 486, 509 1070 |                                                                                         |                                                                                         |
| 37                                                                                      | 37                                                                                      | Maglód, Jókai utca                                                                      | 9                                                                                       | 2                                                                                       | 504, 505, 506, 508, 509, 575 |                                                                                         |                                                                                         |
| 38                                                                                      | 38                                                                                      | Maglód, Határ utca                                                                      | 8                                                                                       | 1                                                                                       | 504, 505, 506, 508, 509, 575 |                                                                                         |                                                                                         |
| 39                                                                                      | ∫                                                                                       | Maglód, autóbusz-forduló végállomás                                                     | ∫                                                                                       | 0                                                                                       | 506 |                                                                                         |                                                                                         |
| Maglód–Gyömrő közigazgatási határa                                                      |                                                                                         |                                                                                         |                                                                                         |                                                                                         | |                                                                                         |                                                                                         |
|                                                                                         | 41                                                                                      | Gyömrő, vasúti átjáró                                                                   | 5                                                                                       |                                                                                         | 504, 505, 508, 509, 575 |                                                                                         |                                                                                         |
| 42                                                                                      | Gyömrő, Simon Mihály tér                                                                | 4                                                                                       | 509, 575                                                                                |                                                                                         | |                                                                                         |                                                                                         |
| 43                                                                                      | Gyömrő, városháza (↓) Gyömrő, központi iskola (↑)                                       | 3                                                                                       | 504, 505, 508, 509, 575                                                                 |                                                                                         | |                                                                                         |                                                                                         |
| 44                                                                                      | Gyömrő, Táncsics utca 17.                                                               | 2                                                                                       | 508, 509                                                                                |                                                                                         | |                                                                                         |                                                                                         |
| 45                                                                                      | Gyömrő, Telepi temető                                                                   | 1                                                                                       | 508, 509, 575                                                                           |                                                                                         | |                                                                                         |                                                                                         |
| 46                                                                                      | Gyömrő, Harmónia-Uszoda végállomás                                                      | 0                                                                                       | 508, 509                                                                                |                                                                                         | |                                                                                         |                                                                                         |